# Huang Dongping
Pour les articles homonymes, voir Huang.
Dans ce nom chinois, le nom de famille, Huang, précède le nom personnel.
Huang Dongping (en chinois simplifié : 黄东萍, pinyin : Huáng Dōngpíng), née le 20 janvier 1995, est une joueuse de badminton chinoise. Elle est spécialisée en double mixte avec son partenaire Feng Yanzhe.
Le duo est notamment champion olympique lors des jeux de Tokyo en 2021 avec une victoire en trois sets lors de la finale face à leurs compatriotes Zheng Siwei et Huang Yaqiong.

## Palmarès

### Jeux olympiques
- Jeux olympiques d'été de 2020 à Tokyo
  - Double mixte :  Médaille d'or avec Wang Yilyu

### Championnats du monde
- Championnats du monde 2018 à Nanjing
  - Double mixte :  Médaille d'argent avec Wang Yilyu
- Championnats du monde 2019 à Bâle
  - Double mixte :  Médaille de bronze avec Wang Yilyu.

### Uber Cup
- 2018 à Bangkok
  -  Médaille de bronze

### Sudirman Cup
- 2017 à Gold Coast
  -  Médaille d'argent
- 2019 à Nanning
  -  Médaille d'or

### Jeux asiatiques
- Jeux asiatiques de 2018 à Jakarta
  - Par équipes dames :  Médaille d'argent
  - Double mixte :  Médaille de bronze

### Championnats d'Asie
- Championnats d'Asie 2017 à Wuhan
  - Double dames :  Médaille de bronze
  - Double mixte :  Médaille de bronze
- Championnats d'Asie 2018 à Wuhan
  - Double mixte :  Médaille d'or
- Championnats d'Asie 2019 à Wuhan
  - Double mixte :  Médaille d'or

### Championnats d'Asie par équipes
- Championnats d'Asie par équipes 2017 à Hô Chi Minh-Ville
  -  Médaille de bronze